# Vainqueurs de la Bastille

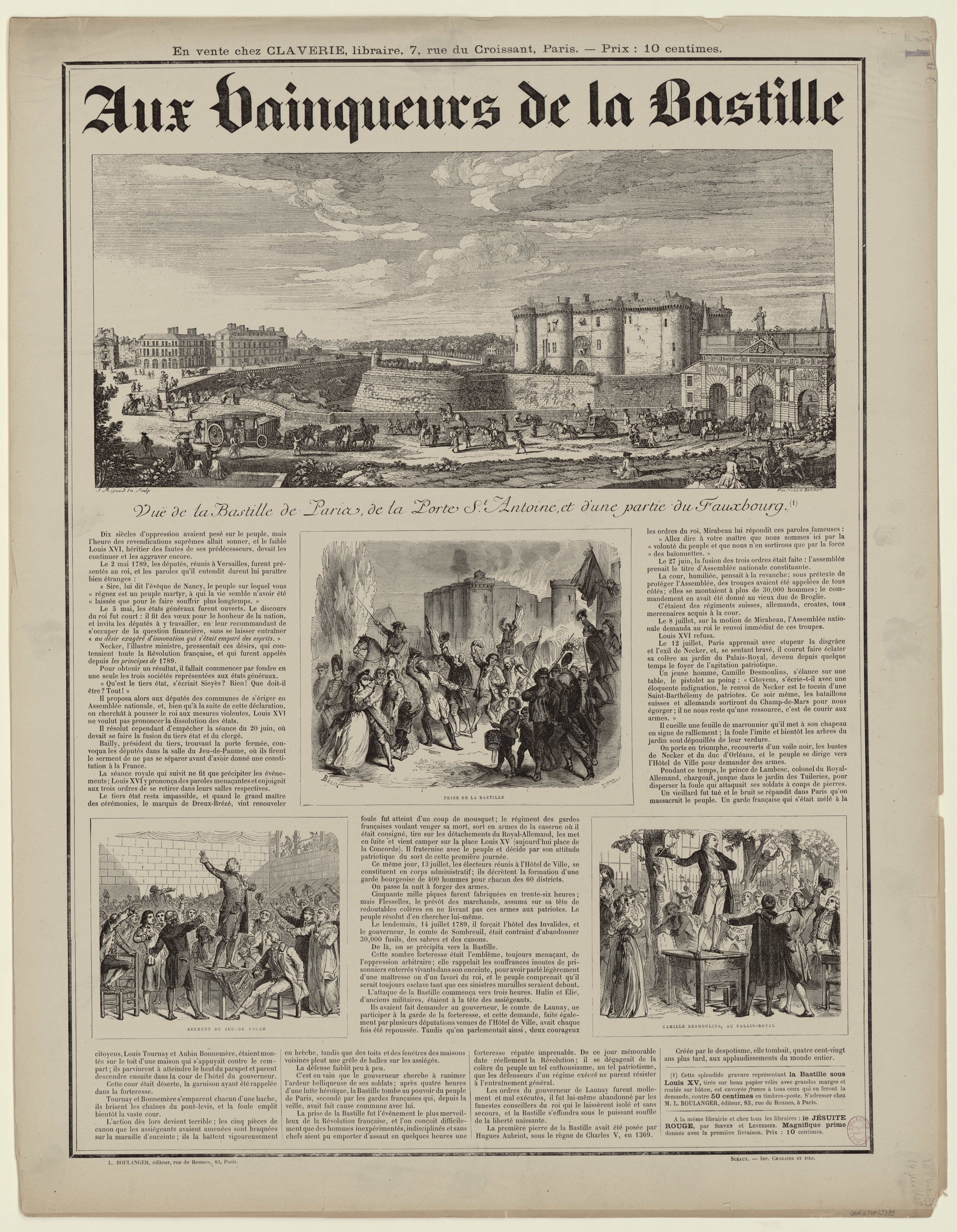
Aux Vainqueurs de la Bastille, dessin Auguste Belin, gravure Auguste Trichon (musée Carnavalet).

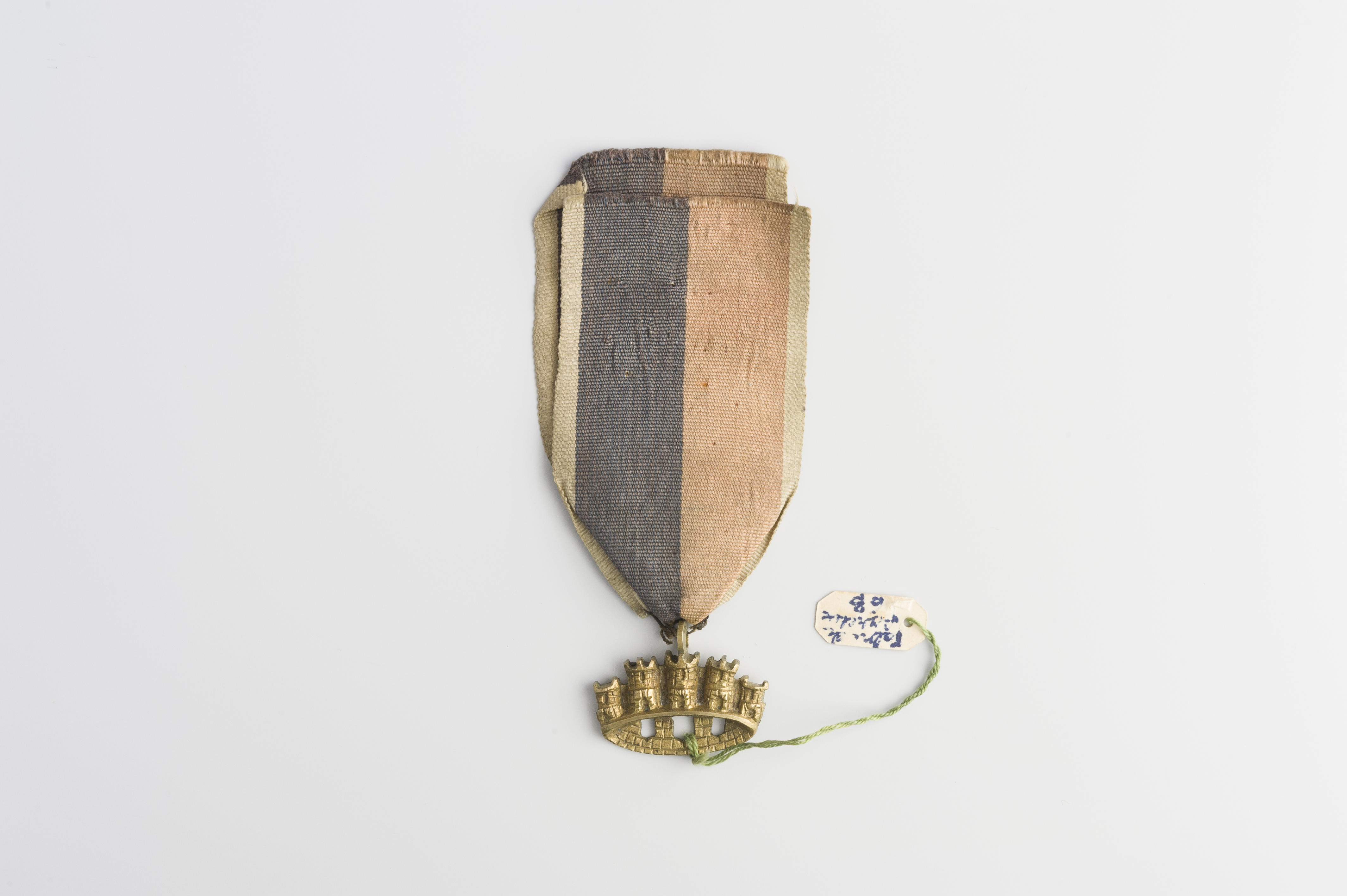
Couronne murale des Vainqueurs de la Bastille.

Les Vainqueurs de la Bastille étaient les émeutiers qui participèrent à la prise de la Bastille le 14 juillet 1789. Une étude de l'historienne Raymonde Monnier montre que 69 % de ses membres étaient des travailleurs du faubourg Saint-Antoine.
Les Vainqueurs de la Bastille créèrent une association qui comportait des statuts et des règlements. Tout comme des anciens combattants, ils prenaient part aux fêtes civiques et arboraient sur leur poitrine une couronne murale décorative en cuivre. Les Vainqueurs de la Bastille se distinguaient des autres révolutionnaires par une médaille où était inscrite la citation latine « Ignorant ne Datos ne quisquam serviat enses » (« Ignorent-ils que les armes ont été données contre la servitude ? ») et dont le ruban était aux couleurs de la ville de Paris,. Chacun détenait également un cachet en cuivre représentant les tours de la Bastille.
Par un décret du 19 juin 1790, l'Assemblée constituante leur offrit un brevet, des décorations, un uniforme et des armes,. Sur le canon du fusil et la lame du sabre était gravée cette phrase : « Donné par la Nation à […], vainqueur de la Bastille ».
Lors de la Fête de la Fédération, le 14 juillet 1790, on leur réserva les places d'honneur.
Les mois passant, ils furent sujets aux railleries à force de ressasser leur geste héroïque.